# Исаев, Пётр Семёнович

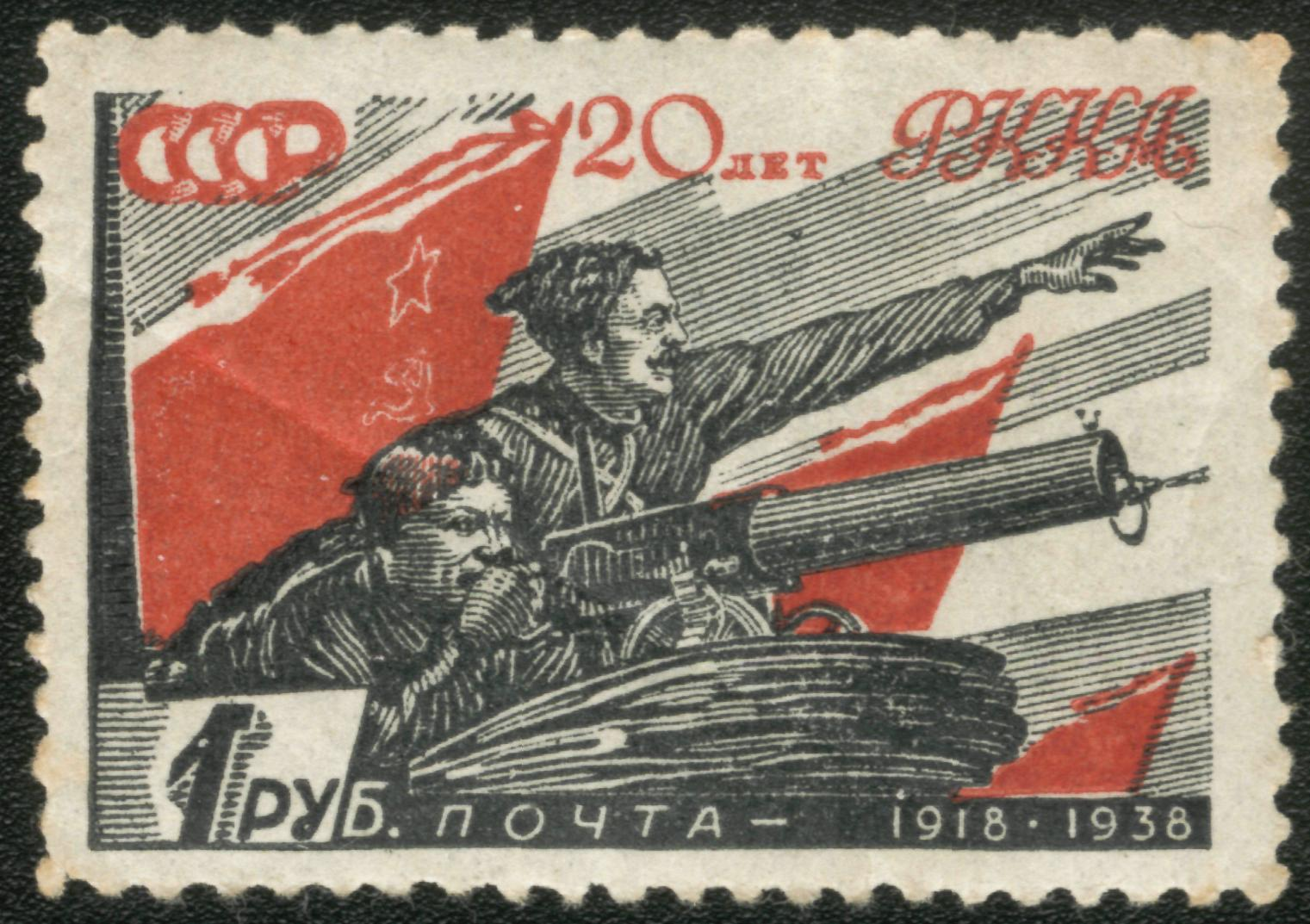
Чапаев, Петька и пулемёт Максим (кадр из фильма «Чапаев» на марке СССР, 1938)

Пётр Семёнович Исаев (в фольклоре — Петька; 8 (20) апреля 1890 — 5 сентября 1919) — участник Первой мировой и Гражданской войн, порученец Василия Чапаева. К моменту гибели являлся командиром батальона связи (по документам Музея В. И. Чапаева в селе Чапаев Западно-Казахстанской области).
Благодаря яркому образу Петьки в фильме «Чапаев» стал героем многочисленных анекдотов о Петьке, Василии Ивановиче и Анке-пулемётчице.

## Биография

Вверху — Фурманов и Чапаев, внизу — Пётр Исаев (слева) и Семён Садчиков

По одним данным родился 8 (20) апреля (или 8 (20) июня) 1890, по другим версиям в 1894. Место рождения — село Корнеевка, ныне Краснопартизанского района Саратовской области (это подтверждают документы из Дома-музея В. И. Чапаева в городе Пугачёв Саратовской области). В феврале 1918 г. женился на Анне Голдыревой.
На Первой мировой войне — старший унтер-офицер музыкантской команды, после ранения вернулся домой.
Весной 1918 года организовал в Корнеевке отряд для подавления антибольшевистского восстания, затем в селе Семёновка впервые встретился с Чапаевым. Вскоре стал командиром эскадрона у Чапаева, осенью назначен начальником связи 1-й бригады чапаевской дивизии. Затем вместе с Чапаевым перешел во 2-ю Николаевскую дивизию, где был командиром батальона связи, помощником начальника связи.
После возвращения Чапаева из Москвы в феврале 1919 года — ординарец начдива.
За поимку белого шпиона с ценными сведениями награждён именным браунингом с надписью «Петру Исаеву за отвагу от уральских чекистов».

### Версии гибели
Существует несколько версий обстоятельств его смерти.
По основной он погиб (или застрелился) 5 сентября 1919 года в бою при нападении казаков на станицу Лбищенская, где размещался штаб 25-й стрелковой дивизии.
Согласно версии, изложенной в романе Фурманова «Чапаев» и затем отраженной в одноимённом фильме, после того как раненого Чапаева начали переправлять через реку, Петька остался на берегу, отстреливался до последнего патрона, а последнюю пулю пустил в себя; казаки изуродовали его тело.
По словам его внука, в том бою был смертельно ранен и вместе с Чапаевым похоронен в безымянной могиле.
По другим данным, Исаева в тот день рядом с командиром не было (он выполнял другое задание), и он застрелился после гибели Чапаева, не вынеся тяжести потери близкого друга.
Есть версия, что он покончил с собой через месяц после боя, не найдя тела погибшего командира, или через год, на поминках по Чапаеву, или умер от ран у себя дома через две недели после выхода из госпиталя.
Версия, будто он застрелился 5 сентября 1920 г. после попойки, которую устроили чапаевцы в Лбищенске на годовщину гибели Чапаева, неправдоподобна, так как в это время Чапаевская дивизия воевала на польском фронте. Известна его могила на кладбище в селе Кундравы Чебаркульского района Челябинской области, на которой силами сельчан был поставлен мраморный обелиск.